# Bringsjön, Jämtland
Bringsjön är en sjö i Ragunda kommun i Jämtland och ingår i Indalsälvens huvudavrinningsområde. Sjön har en area på 0,176 kvadratkilometer och ligger 333 meter över havet.

## Delavrinningsområde
Bringsjön ingår i det delavrinningsområde (701802-147817) som SMHI kallar för Mynnar i Mörtån. Medelhöjden är 335 meter över havet och ytan är 25,96 kvadratkilometer. Det finns inga avrinningsområden uppströms utan avrinningsområdet är högsta punkten. Lillsjöbäcken som avvattnar avrinningsområdet har biflödesordning 3, vilket innebär att vattnet flödar genom totalt 3 vattendrag innan det når havet efter 167 kilometer. Avrinningsområdet består mestadels av skog (81 procent). Avrinningsområdet har 0,43 kvadratkilometer vattenytor vilket ger det en sjöprocent på 1,6 procent.